# Khmilnyk (huyện)
Huyện Khmilnyk (tiếng Ukraina: Хмільницький район, chuyển tự: Khmilnyks'kyi raion) là một huyện của tỉnh Vinnytsia thuộc Ukraina. Huyện Khmilnyk có diện tích 1253 km², dân số theo điều tra dân số ngày 5 tháng 12 năm 2001 là 44084 người với mật độ 35 người/km2. Trung tâm huyện nằm ở Khmilnyk.